# Хрестівниця широколиста
Хрестівниця широколиста (Crucianella latifolia) — вид квіткових рослин родини маренових (Rubiaceae).

## Біоморфологічна характеристика
Це однорічна рослина. Стебло до 40 см заввишки, прямовисні чи висхідні, прості чи ± розгалужені від основи, чотирикутні зі злегка потовщеними кутами. Листя різноманітні за формою і розміром, до 40 × 8 мм, у кільцях по 4–6. Колоски до 15 см. Чашечка рудиментарна. Віночок 5–7.5 мм, жовто-зелений, іноді з пурпуровими відтінками, голий; часток 4. Тичинок 4; пиляки жовтуваті. 2n = 44.

## Поширення
Північна Африка, Європа, Західна Азія.
В Україні вид росте на кам'янистих схилах — у пд. Криму.